# Věžky (okres Přerov)
Věžky jsou obec ležící v okrese Přerov. Žije zde 201 obyvatel.

## Historie
První písemná zmínka o obci pochází z roku 1349.

## Pamětihodnosti
- Boží muka
- Kaple Nanebevzetí Panny Marie z roku 1821

## Galerie

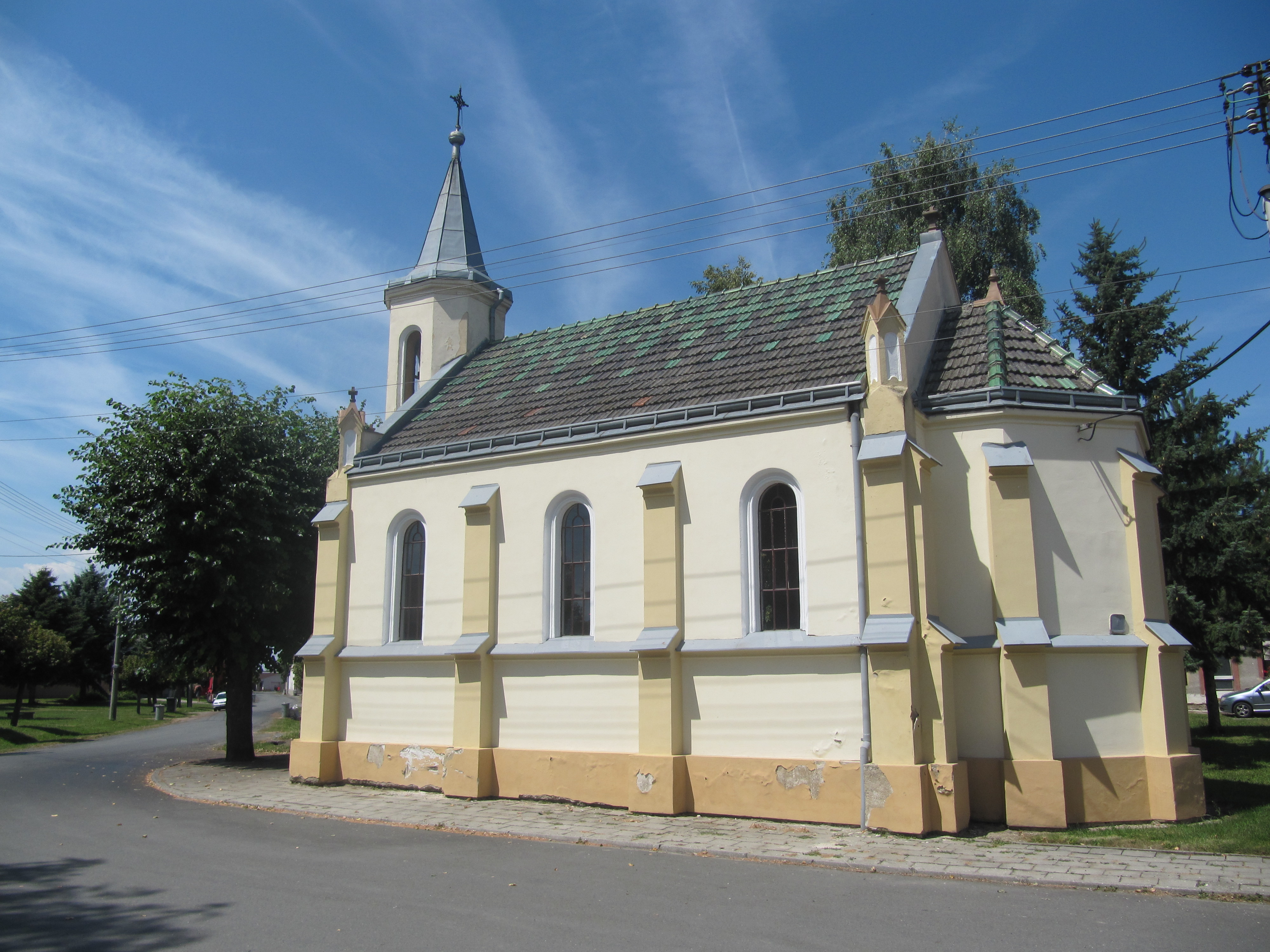
Kaple Nanebevzetí Panny Marie
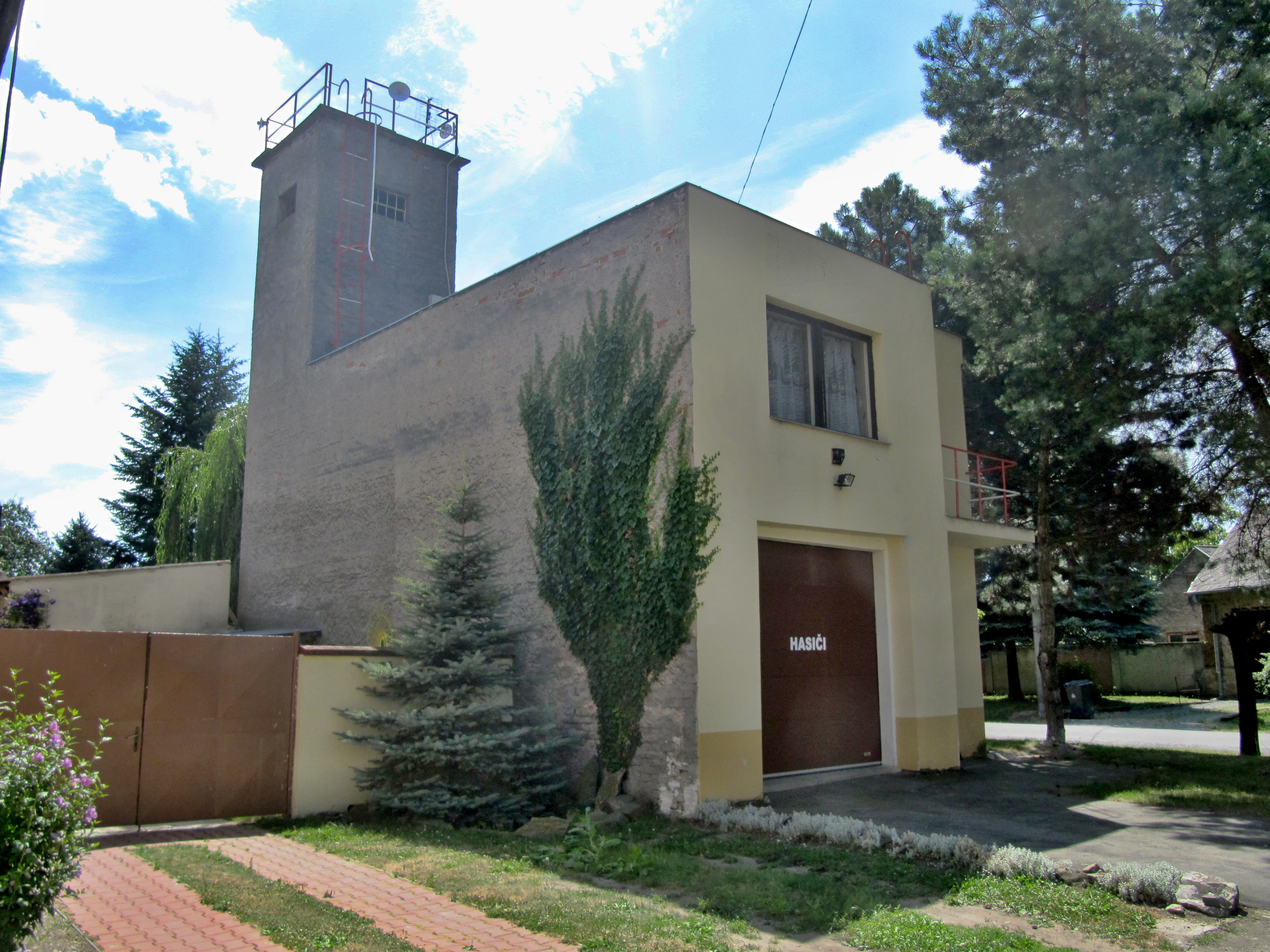
Hasičská zbrojnice
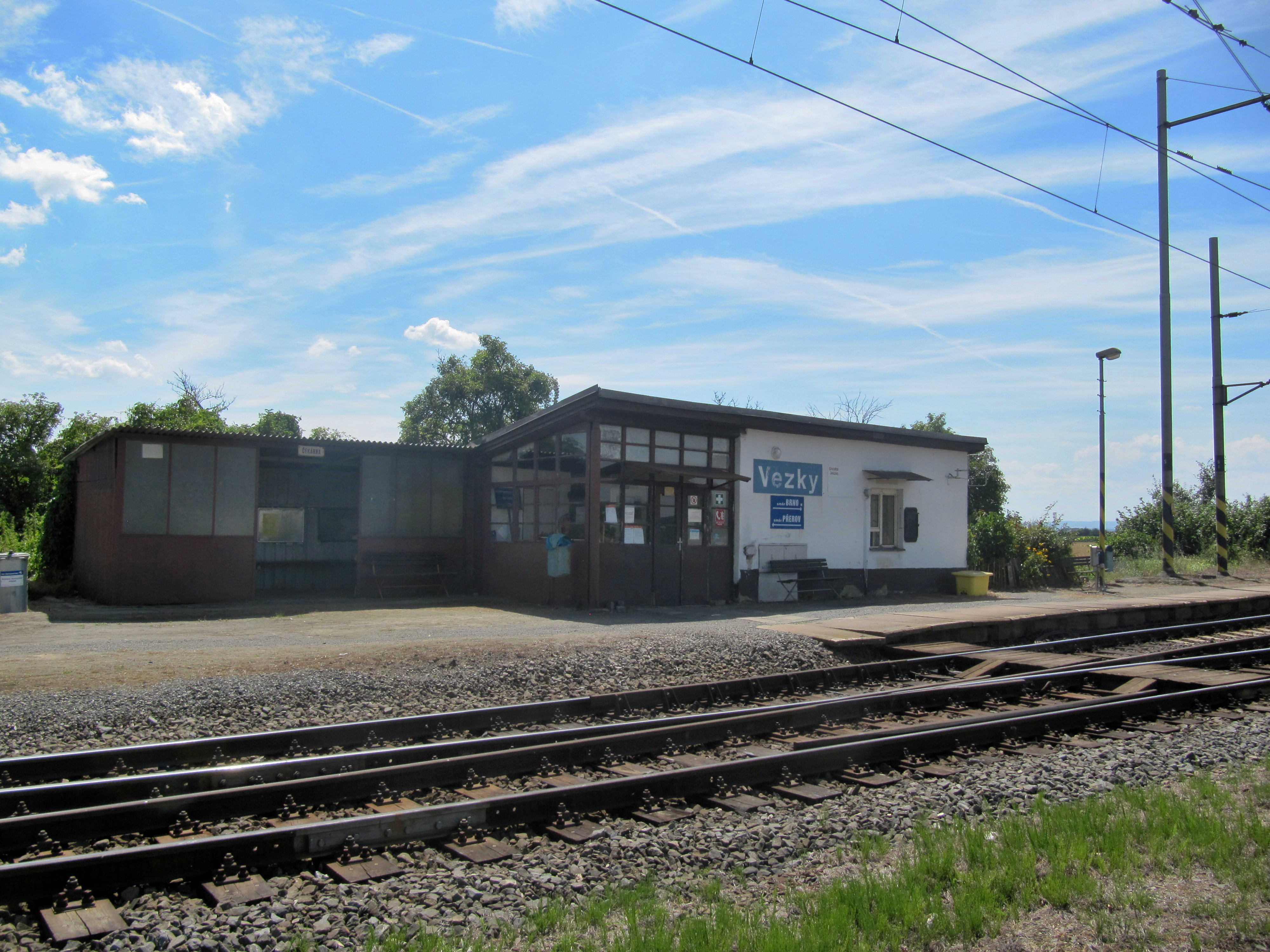
Železniční stanice
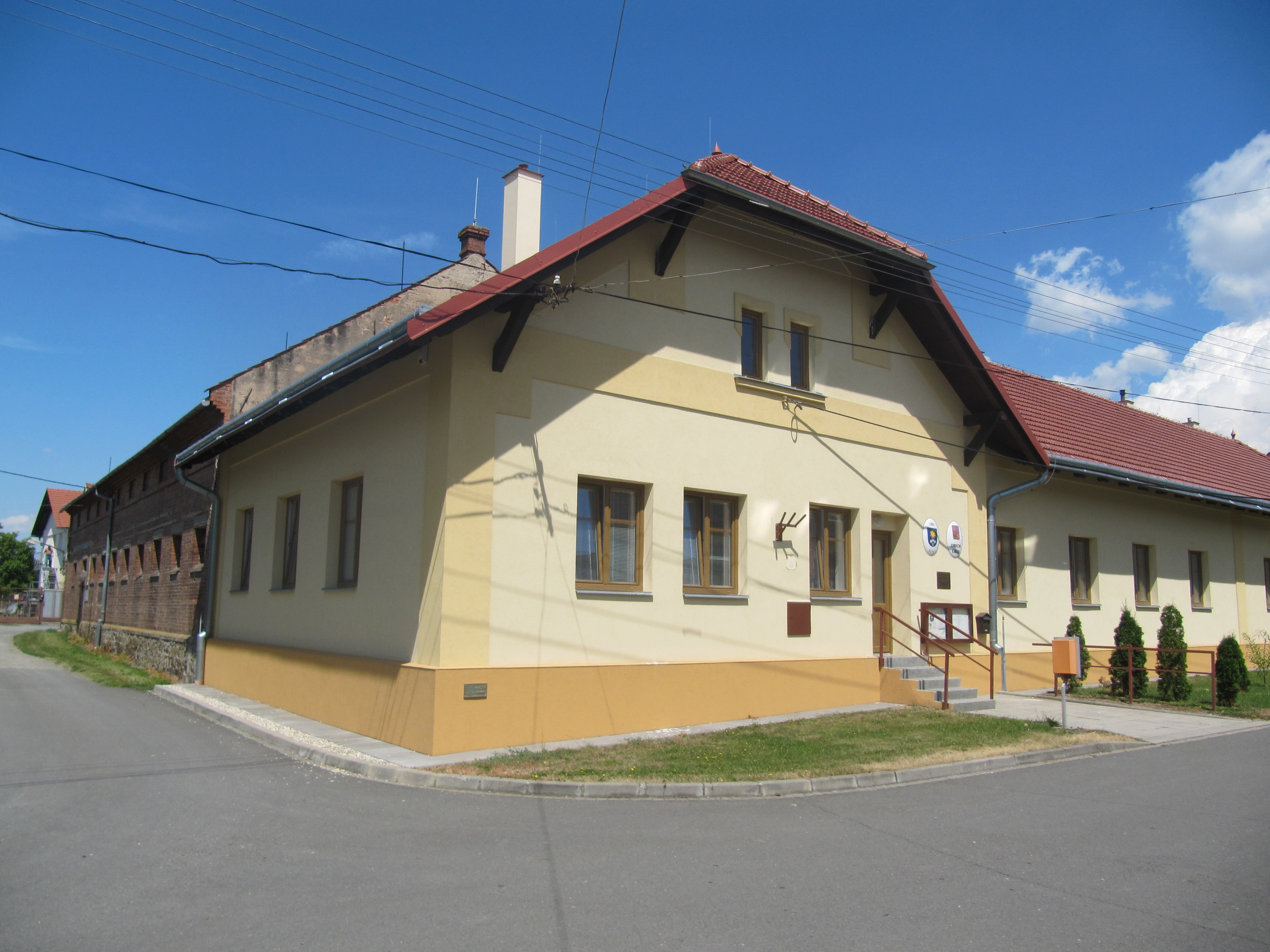
Obecní úřad